# Powiatul Lębork
Powiat lęborski este o unitate administrativ-teritorială (powiat) din voievodatul Pomerania, în nordul Poloniei. Aceasta a fost înființat pe 1 ianuarie 1999, ca urmare a reformelor guvernamentale poloneze adoptate în 1998. Sediul administrativ și cel mai mare oraș este Lębork, care se află la 61 km vest de capitala regională Gdańsk.
Powiatul se întinde pe o suprafață de 706,99 km².

## Demografie
La 1 ianuarie 2013 populația powiatului a fost de 66.186 locuitori.
Date referitoare la populație (31 iunie 2013):
|  | Total  | Total | Femei  | Femei | Bărbați | Bărbați                    |
|  | oameni | %     | oameni | %     | oameni  | % Format:Demografia/raport |

### Evoluție
|  | Graficele sunt indisponibile din cauza unor probleme tehnice. Mai multe informații se găsesc la Phabricator și la wiki-ul MediaWiki. |

| Ani  | Populație (de pe 31 decembrie) |
| ---- | ------------------------------ |
| 1999 | 63 050                         |
| 2000 | 63 349                         |
| 2001 | 63 319                         |
| 2002 | 63 509                         |
| 2003 | 63 561                         |
| 2004 | 63 606                         |
| 2005 | 63 708                         |
| 2006 | 63 703                         |
| 2007 | 63 705                         |
| 2008 | 63 767                         |
| 2009 | 63 915                         |
| 2010 | 64 088                         |

## Comune

Comunele powiatului lęborski

| Stemă | Comună                    | Tip    | Suprafață (km²) | Populație (2012) | Reședință          |
|       | Lębork                    | urbană | 17,86           | 35 588           |                    |
|       | Comuna Nowa Wieś Lęborska | rurală | 270,39          | 13 369           | Nowa Wieś Lęborska |
|       | Comuna Cewice             | rurală | 187,86          | 7 352            | Cewice             |
|       | Comuna Wicko              | rurală | 216,08          | 6 013            | Wicko              |
|       | Łeba                      | urbană | 14,81           | 3 864            |                    |